# 心膜
心膜（しんまく、英: pericardium）は、心臓を包む強靭な結合組織性の嚢で、漿膜性心膜と線維性心膜より構成される。心臓は心膜により他の臓器と隔てられている。漿膜性心膜の壁側板と臓側板の間には心膜液を含む心膜腔があり、心臓の過拡張を防いでいる。また、心膜液は心臓の活動を円滑にする潤滑油の働きをしている。心膜に炎症が生じると心膜液の増量や心膜の肥厚が生じ、超音波検査では心膜液は無エコー領域として描写される。心膜腔内に急速に液体が貯留すると、心機能の低下を招く（心タンポナーデ）。心内膜と区別して心外膜ということもある。